# Jonah Bobo
Jonah Bobo (New York, 24 gennaio 1997) è un attore e doppiatore statunitense.

## Biografia
Nato a Roosevelt Island, ha interpretato Zach Lair in Dietro l'angolo, Shamus Noblet in Strangers with Candy e Danny in Zathura - Un'avventura spaziale e doppiato Austin in Gli Zonzoli e Red in Red e Toby 2 - Nemiciamici.
Ha una sorella più piccola, Georgia.
Ha una band di nome The Bonnie Situation insieme a tre suoi amici: Nicky Young, Anthony Aquino e Thomas Aquino. La band ha pubblicato svariate canzoni sul loro canale YouTube e vari video in cui si esibiscono in locali newyorkesi.

## Filmografia

### Attore

#### Cinema
- The Best Thief in the World, regia di Jacob Kornbluth (2004)
- Dietro l'angolo (Around the Bend), regia di Jordan Roberts (2004)
- Strangers with Candy, regia di Paul Dinello (2005) Non accreditato
- Zathura - Un'avventura spaziale (Zathura: A Space Adventure), regia di Jon Favreau (2005)
- Soffocare (Choke), regia di Clark Gregg (2008)
- Crazy, Stupid, Love, regia di Glenn Ficarra e John Requa (2011)
- Disconnect, regia di Henry Alex Rubin (2012)
- To Instigate Blue, regia di Maddy Missett ed Ayla Stern - cortometraggio (2014)

#### Televisione
- 30 Rock – serie TV, 1 episodio (2009)
- Royal Pains – serie TV, 1 episodio (2009)

### Doppiatore
- Gli zonzoli (The Backyardigans) – serie animata, 78 episodi (2004-2013)
- Zathura - videogioco (2005)
- The Backyardigans: The Snow Fort (2005) Uscito in home video
- Red e Toby 2 - Nemiciamici (The Fox and the Hound 2), regia di Jim Kammerud (2006)
- The Backyardigans: Mighty Match-Up!, regia di Dave Palmer (2008) Uscito in home video

## Doppiatori italiani
- Alex Polidori in Dietro l'angolo, Zathura - Un'avventura spaziale
- Manuel Meli in Red e Toby - Nemiciamici 2
- Federico Bebi in Crazy, Stupid, Love
- Gabriele Patriarca in Disconnect